# Antoine Kuszowski
Antoine Kuszowski, né le 11 mars 1947 à Bouligny (Meuse) et mort le 17 juin 2023 à Draguignan,,, est un footballeur français au poste d'attaquant. Il a notamment joué à l'Olympique de Marseille.

## Biographie
Antoine Kuszowski joue 107 matchs en division 1, 94 matchs en division 2 et 4 matchs en Coupe de l'UEFA.
Il inscrit 45 buts en D1, 33 en D2 et 5 en Coupe d'Europe.

## Carrière de joueur
- 1966-1969 :  AS Cannes
- 1969-1971 :  Stade de Reims
- 1971-1973 :  AS Nancy-Lorraine
- 1973-1974 :  Olympique de Marseille
- 1974-1976 :  Olympique de Marseille (réserve)
- 1976-1977 :  AS Aix[4]